# Zbierające kłosy
Zbierające kłosy (fr. Des glaneuses) – obraz olejny autorstwa francuskiego malarza Jeana-François Milleta, ukończony w 1857 roku. Znajduje się w Musée d’Orsay w Paryżu.

## Geneza
Millet urodził się w zamożnej chłopskiej rodzinie, do dwudziestego roku życia pracował w gospodarstwie. Jako naoczny świadek chłopskiej doli, znał dokładnie specyfikę prac wiejskich. Obraz jest wynikiem dziesięcioletniego badania tematu pracujących przy żniwach ludzi. Artysta wykonał dziesiątki rysunków żniwiarzy, które posłużyły mu w końcu do wykonania szkicu końcowego dzieła.
Millet do namalowania obrazu użył m.in.: sjeny palonej, błękitu pruskiego, karminu alizarynowego i ochry żółtej.
Zbierające kłosy zostały wystawione na Salonie Paryskim w 1857 roku.

## Opis
W Zbierających kłosy, podobnie jak w innych swoich obrazach, Millet unikał kontrastów barwnych. Obraz przedstawia trzy kobiety zbierające pozostałości po żniwach na złotym rżysku. Każda z nich skupia się na pracy, mając wzrok wbity w ziemię. Od robotnic bije trud i zmęczenie. Twarze kobiet są czerwone od upalnego słońca, ciała są pochylone, głowy opuszczone poniżej bioder. Malarz umieścił ich ciała poniżej linii horyzontu. Dwie z nich są przygięte do ziemi w pracy, wybierają resztki zboża pozostawione przez chłopów, trzecia w lekkim zgięciu wiąże snopek z kłosów. Kobiety są ubrane w samodział, każda ma na głowie ciężką bawełnianą chustę. Postacie prezentują pewien monotonny i wyczerpujący proces: pochylenie się, zbieranie zboża oraz wstawanie. Surowe przedstawienie zbierających zboże kobiet kontrastuje z obfitością plonów widzianych w oddali. W tle obrazu widoczne są ogromne stogi, pracujący chłopi, wozy, konie robocze i budynki gospodarcze. Żniwiarze nie przejmują się losem kłosiarek, są zajęci własną pracą. Po prawej stronie obrazu jest widoczny nadzorca. Jego zadaniem jest doglądanie prac prowadzonych na polu. Postać wprowadza element dystansu społecznego, przypominając kobietom o istnieniu właścicieli. Linia horyzontu wyznacza granicę między klasami społecznymi.
Mimo realistycznego oddania biedy i ubóstwa kłosiarek, ich ukazanie jest hołdem dla prostoty. Monumentalizm i bijąca od kobiet godność jest wyrazem szacunku artysty do ciężkiej chłopskiej rzeczywistości. W przeciwieństwie do malarstwa akademickiego, które ukazywało szlachetne postacie z mitologii greckiej czy bohaterów znaczących wydarzeń historycznych, malarz ukazał zwyczajne, pospolite chłopstwo. Nie przeszkadzało mu to jednocześnie w namalowaniu zbierających w układzie klasycznego fryzu. Millet nie użył skomplikowanych metafor, prostymi technikami plastycznymi nadał kłosiarkom, niewątpliwe biednym, symboliczną wartość.
Tło obrazu jest wiejską harmonią, zaś plan pierwszy – szorstką rzeczywistością.

## Interpretacje
Zbieranie kłosów to zwyczaj sięgający tradycji biblijnej, wywodzący się z Księgi Rut. We Francji w XIX wieku prawo zezwalało najbiedniejszym na zbieranie pozostałości po żniwach (kukurydzy, ziemniaków, zboża). Historia Rut była artyście znana, ponieważ już w 1853 roku namalował obraz przestawiający Rut i jej męża Boaza.
Do czasu powstania Zbierających kłosy artyści ukazywali żniwa jako symbol lata, a historia Rut służyła im do wyrażenia pochwały cnoty. Dopiero Millet stworzył dzieło będące komentarzem na temat biedy panującej na wsi. W jego ujęciu nie można dojrzeć dobroczynności i hojności, które przewijają się przez Księgę Rut.
Jeden z krytyków określił bohaterki Milleta nie jako kobiety z Księgi Rut, ale jako biedne wieśniaczki, które są kompletnie współczesne, zbierające zapomniane źdźbła zboża. Na dalszym planie grupa odpoczywających żniwiarzy staje się anonimową masą ludzką stłoczoną na linii horyzontu. Trzy postacie pracujące na pierwszym planie są zgarbione i bez ostrych zarysów twarzy, a wynikiem ich wysiłku są jedynie skromne garście zboża.
Wyższe klasy społeczne, pamiętające wydarzenia z rewolucji z 1848 roku, postrzegały obraz jako gloryfikujący robotnika z niższej klasy.

## Przyjęcie oraz losy obrazu
Latem 1857 roku Milet zadebiutował na Salonie Paryskim Zbierającymi kłosy; obraz spotkał się z nieprzychylną reakcją. Sytuacja finansowa Milleta w drugiej połowie lat pięćdziesiątych XIX w. była bardzo trudna. Został zmuszony do tego, żeby wystawić płótno za cenę 4000 franków, była to kwota znacząco niższa od 5000 franków, które jako cenę zasugerował mu Théodore Rousseau. Jednak nie zdołał sprzedać swego dzieła za tę sumę, bo potencjalny nabywca zaoferował jedynie 3000 franków i nie był skłonny do żadnych negocjacji. Millet zgodził się na sprzedaż obrazu, ale z powodu wstydu poprosił znajomych ze swego otoczenia, żeby podawali wyższą cenę nabycia dzieła.
W 1889 roku obraz sprzedano za 300 tys. franków.
W 2009 roku brytyjski artysta uliczny Banksy stworzył pracę inspirowaną obrazem Milleta. Z reprodukcji obrazu wyciął jedną z sylwetek, a następnie domalował na osobnym wycinku płótna kobietę, która siedzi, odwracając wzrok od widza, paląc papierosa. Postać jest ukazana w taki sposób jakby wyszła z obrazu.